# Caprimimodes mimetica
Caprimimodes mimetica là một loài bướm đêm thuộc phân họ Arctiinae, họ Erebidae.